# Stachys circinata
Stachys circinata – вид рослин родини Глухокропивові (Lamiaceae). лат. circinata — «закруглений».

## Опис
Багаторічна трава, деревна при основі, без розеткового листя. Стебла 30–50 см, звивисті, слабо розгалужені, густо волосаті. Листки тупі, при основі серцеподібні 25–60 × 20–45 мм, стеблові яйцювато-трикутні. Віночок 12–15 мм, рожево-білуватий з червонуватими ямками. Цвіте з березня по червень. Горішки 2,6–3 × 1,8–2 мм, опуклі з одного боку, колір темно-коричневий.

## Поширення
Південна Іспанія, Гібралтар; Північно-Західна Африка (Марокко, Алжир і Туніс). Населяє скелясті кручі та їх підніжжя; висота зростання 330—1540 м.